# Dlib

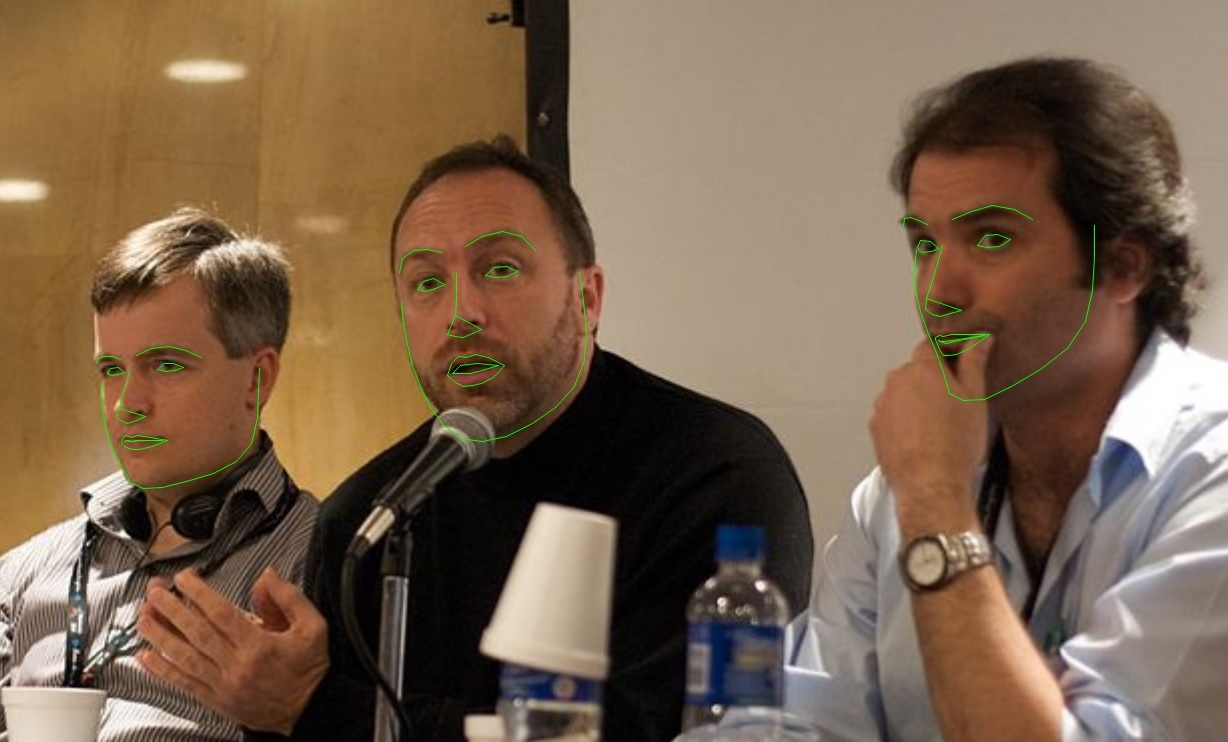
Die Form der Haltung des Kopfes besteht aus 68 Landmarken. Dies sind Punkte auf dem Gesicht, wie z. B. die Mundwinkel, entlang der Augenbrauen, auf den Augen usw.	Erzeugt mit dem Beispielprogramm: face_landmark_detection_ex.cpp.

Dlib ist eine freie Software-Bibliothek mit Algorithmen für maschinelles Lernen, Bildverarbeitung und maschinelles Sehen. Sie ist in der Programmiersprache C++ geschrieben und steht als freie Software unter den Bedingungen der Boost-Lizenz. Für Python besteht eine Anbindung. Dlib ist in ISO Standard C++ geschrieben, wird im Quelltext ausgeliefert und kann mit CMake übersetzt werden. Somit ist sie hoch portabel und auf verschiedensten Betriebssystemen wie MS-Windows, Linux oder OS X lauffähig. Für die Nutzung der Bibliothek sind keine weiteren Bibliotheken erforderlich. Es werden nur APIs benötigt, die vom jeweiligen Betriebssystem bereitgestellt werden.
Seit Beginn der Entwicklung im Jahr 2002 wurde Dlib um eine Vielzahl von Tools erweitert. Ab 2019 enthält es Softwarekomponenten für den Umgang mit Netzwerken, Threads, grafischen Benutzeroberflächen, Datenstrukturen, linearer Algebra, maschinellem Lernen mit künstlichen neuronale Netzen und Deep Learning, Gesichtserkennung, Gesichtserkennung mit Orientierungspunkten, Bildverarbeitung mit Objekterkennung via Speeded Up Robust Features (SURF) und HOG, Support Vector Machine, Data-Mining, XML- und Textparsing, numerischer Optimierung, Bayesschen Netzwerken und vielen anderen Aufgaben. Im Jahr 2009 wurde im Journal of Machine Learning Research ein Artikel über Dlib veröffentlicht.